# Сам Джоунс
Сам Джералд Джоунс (на английски: Samuel Gerald Jones) e американски актьор и комик от албански произход. Известен е с ролята си във филма „Флаш Гордън“ (1980).